# Rio Yalu

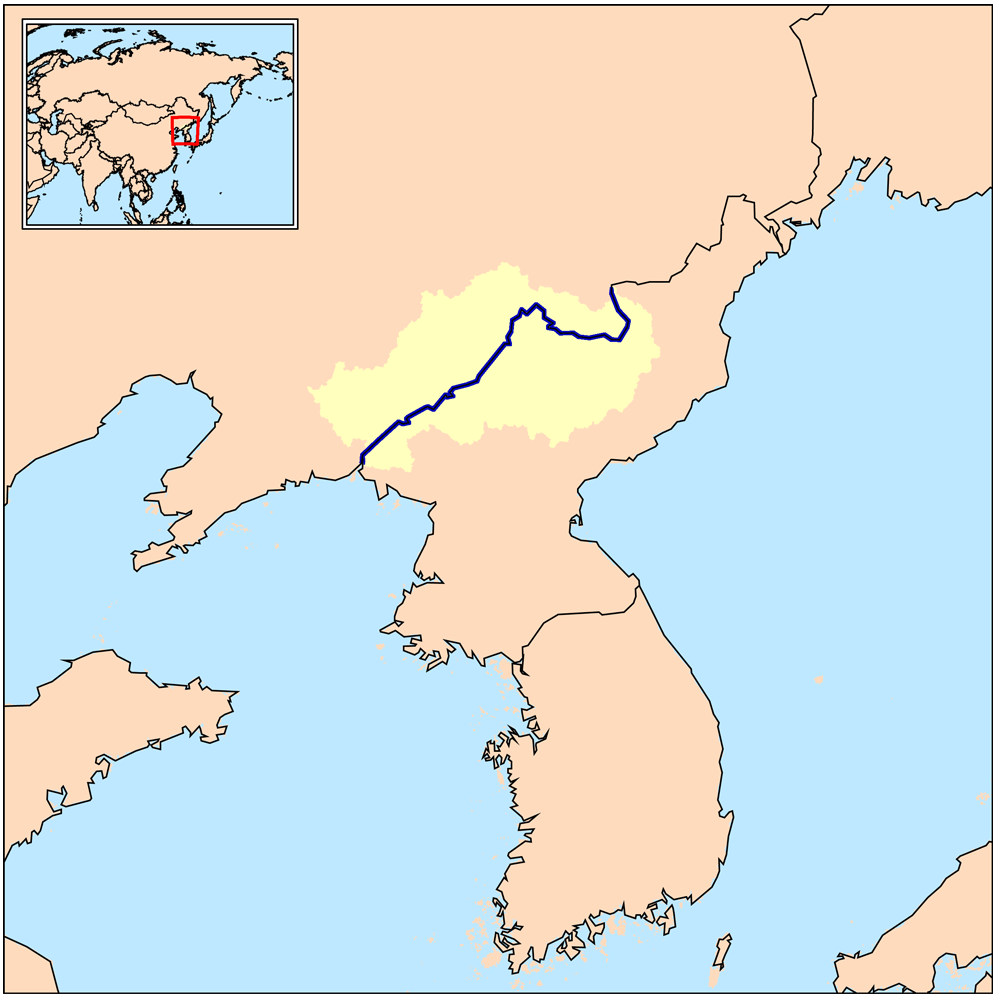
Mapa do rio Yalu

Yalu é um rio fronteiriço da República Popular da China e Coreia do Norte, conhecido no território coreano como Amrok-gang no Norte e Amnok-gang. Na língua chinesa o seu nome significa “limite entre dois campos”.
Nasce a 2500 m de altitude em Paektu-san, montanhas de Changbai e flui por cerca de 800 km passando nas cidades de Dandong (China) e Sinŭiju (Coreia do Norte), desembocando no mar Amarelo.
O rio tem grande importância econômica, por abrigar uma da maiores hidrelétricas da Ásia além de ser rota de passagem para o comercio entre a China e a Coreia do Norte.